# Historia de un crimen: La búsqueda
Historia de un crimen: La búsqueda es una serie de televisión mexicana de 2020, basada en el caso de la desaparición de la niña Paulette Gebara Farah. Está protagonizada por Regina Blandón y Darío Yazbek. La serie forma parte de la franquicia de Netflix, Historia de un crimen, y se estrenó en esta última el 12 de junio de 2020.

## Reparto
- Regina Blandón como Carolina Tello
- Darío Yazbek como Alberto Bazbaz
- Memo Villegas como Luis Miranda Nava[4]
- Anabel Ferreira como madre de Amanda de la Rosa
- Verónica Bravo como Lizette Farah[5][6]
- Adriana Llabrés como Arlette Farah[5]
- Diana Bovio como Amanda de la Rosa[5]
- Daniel Hadaad como Mauricio Gebara[5]
- María Aura como Paty[5]
- Adrián Ladrón como Alfredo Castillo[5]
- Alejandro Calva como Miguel[5]
- Ernesto Laguardia como Gilberto Torres de León[5]
- Nahuel Escobar como Intensito[7]
- Damayanti Quintanar como Dra. Sandra[7]
- Enrique Singer como Mauricio Gebara Rubiera
- Alfonso Borbolla como Jacobo Shueke
- Sophie Alexander como Adela
- Jorge Fink como encargado del archivo del noticiero TV Centro

## Episodios
| N.º | Título                   | Dirigido por               | Escrito por                     | Fecha de lanzamiento original |
| --- | ------------------------ | -------------------------- | ------------------------------- | ----------------------------- |
| 1   | «Fue Harry Potter»       | Santiago Limón             | Santiago Limón y Silvia Jiménez | 12 de junio de 2020           |
| 2   | «I gotta feeling»        | Santiago Limón             | Fabián Archondo                 | 12 de junio de 2020           |
| 3   | «Clímax»                 | Catalina Aguilar Mastretta | Silvia Jiménez                  | 12 de junio de 2020           |
| 4   | «El show debe continuar» | Catalina Aguilar Mastretta | Fabián Archondo                 | 12 de junio de 2020           |
| 5   | «Luz, cama, acción»      | Katina Medina Mora         | Silvia Jiménez                  | 12 de junio de 2020           |
| 6   | «Entierro»               | Katina Medina Mora         | Fabián Archondo                 | 12 de junio de 2020           |